# Star Trek: Strange New Worlds/Staffel 2
Dieser Artikel behandelt die ab Juni 2023 erschienene zweite Staffel der US-Fernsehserie Star Trek: Strange New Worlds.

## Episoden
| Nr. (ges.) | Nr. (St.) | Deutscher Titel               | Originaltitel                      | Erstveröffentlichung USA | Deutschsprachige Erstveröffentlichung (D/A/CH) | Regie           | Drehbuch                           |
| --- | --------- | ----------------------------- | ---------------------------------- | ------------------------ | ---------------------------------------------- | --------------- | ---------------------------------- |
| 11 | 1         | Der durchbrochene Kreis       | The Broken Circle                  | 15. Juni 2023            | 15. Juni 2023                                  | Chris Fisher    | Henry Alonso Myers, Akiva Goldsman |
| Während Pike abwesend ist, um eine Anwältin für die inhaftierte Una zu kontaktieren, wird die Enterprise unter der Aufsicht der langlebigen Ingenieurin Pelia aufgerüstet. Während Spock das Kommando über das Schiff hat, geht ein Notruf von Sicherheitschefin La’an Noonien-Singh vom Bergbauplaneten Cajitar IV ein. Admiral Robert April untersagt ein Eingreifen, um den brüchigen Frieden mit den Klingonen nicht zu gefährden, aber Spock widersetzt sich und kapert die Enterprise. Als sie La’an finden, erklärt sie, dass eine Gruppe ehemaliger Sternenflotten- und klingonischer Soldaten plant, den Krieg erneut aufflammen zu lassen. M’Benga und Chapel werden gefangen genommen und auf ein Schiff gebracht, das aus Sternenflottentechnologie zusammengesetzt wurde. Die Gruppe plant, damit unter falscher Flagge ein klingonisches Schiff zu beschießen, um einen Konflikt zu provozieren. Spock ordnet die Zerstörung des vermeintlichen Sternenflottenschiffs an und rettet so die ankommenden Klingonen, während M’Benga und Chapel die Flucht knapp gelingt. Spock freundet sich bei einem Blutwein-Ritual mit dem klingonischen Captain an und beeindruckt damit Pelia. April tadelt Spock, ist aber insgeheim dankbar, dass ein Krieg mit den Klingonen angesichts der Bedrohung durch die Gorn vermieden wurde. |           |                               |                                    |                          |                                                |                 |                                    |
| 12 | 2         | Ad astra per aspera           | Ad Astra Per Aspera                | 22. Juni 2023            | 22. Juni 2023                                  | Valerie Weiss   | Dana Horgan                        |
| Captain Pike reist zu einem Planeten im Vaultera-Nebel, um dort Counselor Neera Ketoul davon zu überzeugen, die Verteidigung von Una Chin-Riley zu übernehmen. Neera und Una verbindet eine lange Freundschaft, die aber vor Jahren zerbrochen schien. Derweil wird Una im Hauptquartier ein Deal angeboten, den sie aber ablehnt. Captain Batel, die die Anklage vertritt, ist außer sich und steht nun unter genauer Beobachtung ihres Chefs Viceadmiral Pasalc, der nun ebenfalls an der Verhandlung teilnimmt. Als dieser auf Spock trifft, kommt es zu einer heftigen Konfrontation zwischen den beiden Vulkaniern. Während vor Gericht das Verfahren seinen Lauf nimmt, versucht La’an zu ergründen, wer der Verräter ist, der ihre Mentorin an die Sternenflotte verraten hat. Sie bittet Ensing Uhura, Unas persönliche Logbücher zu durchsuchen, um Hinweise auf den Maulwurf zu finden. Mit Hinweis auf geltende Vorschriften lehnt sie dieses aber ab. Die Führungsoffiziere bestätigen in ihren Zeugenaussagen Unas tadellosen Leumund, was letztlich aber nicht die Aussichten auf einen Freispruch verbessert. Neera ruft die Angeklagte selbst in den Zeugenstand, die dann sehr emotional von ihrer Kindheit berichtet. Nun mischt sich der Chef der Anklage in den Prozess ein und beschreibt die Aussage als völlig irrelevant. Er beschuldigt nun auch Captain Pike eines Komplotts, da er schon vier Monate zuvor von der genetischen Aufwertung Unas wusste. Counselor Ketoul lässt nun Captain Batel die Sternenflottenvorschrift 8514 zitieren, die das Asylrecht regelt. Am Ende wird von der Kammer beschlossen, dass diese in Commander Una Chin-Rileys Fall anzuwenden ist und Captain Pike korrekt gehandelt hat. Alle Anklagepunkte werden fallengelassen. |           |                               |                                    |                          |                                                |                 |                                    |
| 13 | 3         | Morgen und morgen und morgen  | Tomorrow and Tomorrow and Tomorrow | 29. Juni 2023            | 29. Juni 2023                                  | Amanda Row      | David Reed                         |
| Ein verwundeter Zeitagent trifft La’an Noonien-Singh, gibt ihr ein Gerät und warnt sie, ein Anschlag dürfe nicht passieren. Als er stirbt, verändert sich die Zeitlinie. James Kirk ist Captain der Enterprise, es gibt keine Föderation und La’an Noonien-Singh scheint nie geboren zu sein. Mithilfe des Geräts des Zeitreisenden gelangt La’an in das 21. Jahrhundert, wobei sie durch ein Missgeschick auch Kirk mitnimmt. Sie erkennen immer mehr Unterschiede zwischen ihren Zeitlinien, auch wenn James lange zögert, seine Zeitlinie aufzugeben. James und La’an kommen sich näher. Es wird klar, dass eine Romulanerin in die Vergangenheit geschickt wurde, um Khan Noonien-Singh zu töten. Beim Versuch, Khans Leben zu retten, stirbt Kirk. La’an trifft auf ihren Urahn, der noch ein Kind ist und verschont ihn. Zurück in ihrer Zeitlinie wird sie wieder von einer Zeitagentin aufgesucht, die ihr für die erfolgreiche Mission dankt. La’an nimmt privaten Kontakt mit dem James Kirk ihrer Zeitlinie auf. |           |                               |                                    |                          |                                                |                 |                                    |
| 14 | 4         | Unter den Lotusessern         | Among the Lotus Eaters             | 6. Juli 2023             | 6. Juli 2023                                   | Eduardo Sánchez | Kirsten Beyer, Davy Perez          |
| Pike verärgert Batel, indem er andeutet, dass ihre Beziehung Batels Karriere geschadet hat. Die Enterprise wird zum Planeten Rigel VII geschickt, der von einem Asteroidenfeld umgeben ist, das eine Strahlung aussendet, wodurch man vergisst, wer man ist. Auf einer Außenmission entdecken Pike, La’an und M’Benga, dass Zac Nguyen – ein Besatzungsmitglied einer früheren, fehlgeschlagenen Mission, das für tot gehalten wurde – zum Alleinherrscher auf dem Planeten geworden ist. Er unterhält ein Zweiklassensystem, bei dem die Arbeiter jede Nacht ihre Erinnerungen verlieren, aber er selbst und seine Wachen nicht. Die Mitglieder des Außenteams vergessen ebenfalls ihre Identität und werden zu Arbeitern. Als Pike von einer Legende hört, der zufolge ihre Erinnerungen in der Burg des Herrschers aufbewahrt werden, erkämpft er sich einen Weg hinein, besiegt Nguyen und stellt fest, dass die Burg die Strahlung abschirmt, so dass sein Gedächtnis allmählich zurückkehrt. Währenddessen hat auch die Besatzung der Enterprise ihre Erinnerungen verloren, aber Erica Ortegas kann sich mit Hilfe des Schiffscomputers darauf besinnen, dass sie die Pilotin ist, und es gelingt ihr, das Schiff aus dem Asteroidenfeld herauszusteuern. Nun kehren auch die Erinnerungen der Besatzung zurück. Pike lässt den größten der Asteroiden aus der Umlaufbahn schleudern, so dass auch die Bewohner des Planeten nicht mehr von der Strahlung beeinträchtigt werden. Er entschuldigt sich bei Batel, und sie setzen ihre Beziehung fort. |           |                               |                                    |                          |                                                |                 |                                    |
| 15 | 5         | Scharaden                     | Charades                           | 13. Juli 2023            | 13. Juli 2023                                  | Jordan Canning  | Kathryn Lyn, Henry Alonso Myers    |
| Chapel und Spock werden beinahe getötet, als sie auf ein Portal einer höherdimensionalen Spezies – den Kerkohvianern – treffen. Diese heilen die beiden, entfernen dabei aber versehentlich Spocks vulkanische Hälfte, so dass er zu einem vollständigen Menschen wird. Ausgerechnet in dieser Situation muss sich Spock auf ein vulkanisches Ritual mit seiner Verlobten T’Pring und ihren Eltern T’Pril und Sevek vorbereiten, das beweisen soll, dass er vulkanisch genug ist, um T’Pring zu heiraten. Spocks menschliche Mutter Amanda Grayson kommt an Bord der Enterprise, um ihm zu helfen. Aus Sorge verheimlicht er seinen Zustand vor T’Pring und hofft auf die Hilfe der Crew, die das Ritual verzögern soll, bis ein Heilmittel gefunden ist. Inzwischen kann Chapel die Kerkohvianer davon überzeugen, Spock in seinen Normalzustand zurückzuversetzen, indem sie ihnen ihre Gefühle für ihn gesteht. Die Hilfe kommt rechtzeitig zum letzten Teil des Rituals, nachdem Spock die ersten Teile erfolgreich als Mensch absolvieren konnte. Wieder im Besitz seiner vulkanischen Eigenschaften, enthüllt Spock die Wahrheit und entlarvt damit T’Prils Bigotterie. T’Pring ist ungehalten darüber, dass Spock seinen Zustand vor ihr verheimlicht hatte, und will ihre Beziehung pausieren. Später gesteht Spock Chapel seine Gefühle für sie, und sie küssen sich. |           |                               |                                    |                          |                                                |                 |                                    |
| 16 | 6         | Wo Worte fehlen               | Lost in Translation                | 20. Juli 2023            | 20. Juli 2023                                  | Dan Liu         | Onitra Johnson, David Reed         |
| Die Enterprise trifft sich mit der USS Farragut, um eine Deuterium-Raffinerie zu reparieren. Uhura wird plötzlich von Halluzinationen heimgesucht, die sich in seltsamen Geräuschen und gruseligen Bildern äußern, wie etwa dem Tod ihrer Eltern und des ehemaligen Chefingenieurs Hemmer. Pelia findet heraus, dass die Raffinerie sabotiert wurde. Der für die Sabotage verantwortliche Offizier Saul Ramon wird zur Krankenstation gebracht, da er ähnliche Symptome zeigt wie Uhura, aber bereits in einem fortgeschrittenen Stadium, so dass er Realität und Halluzination nicht mehr auseinanderhalten kann. Ramon kann flüchten und versucht, die Enterprise zu sabotieren. Bei der dadurch verursachten Explosion kommt er zu Tode, während Uhura durch die Hilfe von James Kirk knapp entkommen kann, der von der Farragut herübergekommen war. Uhura bespricht ihre Halluzinationen mit Kirk, und er hilft ihr, zu erkennen, dass sie ihre Trauer über den Tod ihrer Eltern und Hemmer verarbeiten muss, anstatt sie zu ignorieren. Mit Unterstützung von Kirk und seinem Bruder Sam, der Xenoanthropologe auf der Enterprise ist, findet Uhura heraus, dass ihre Halluzinationen Botschaften von außerirdischen Lebensformen sind, die in den Deuteriumwolken leben und die durch die Raffinerie getötet werden. Sie berichtet Pike von ihrer Erkenntnis, und er befiehlt, die Raffinerie zu zerstören. Später begegnen sich James Kirk und Spock zum ersten Mal, als Uhura sie einander vorstellt. |           |                               |                                    |                          |                                                |                 |                                    |
| 17 | 7         | Tierisch olle Sternenreisende | Those Old Scientists               | 22. Juli 2023            | 23. Juli 2023                                  | Jonathan Frakes | Kathryn Lyn, Bill Wolkoff          |
| Dies ist eine Crossover-Folge mit Star Trek: Lower Decks. Im 24. Jahrhundert nimmt Ensign Brad Boimler von der USS Cerritos an einem Außeneinsatz teil, der ein uraltes Portal untersucht. Das Portal, das mit der seltenen Substanz Horonium betrieben wird, aktiviert sich plötzlich und schickt ihn 120 Jahre in die Vergangenheit, wo er an Bord der Enterprise gebracht wird. Boimler fällt es schwer, angesichts seiner Helden, die er vorher nur aus Geschichtsbüchern kannte, seine Aufregung im Zaum zu halten und die Zeitlinie nicht durch Informationen aus der Zukunft zu verändern. Das Portal wird von einem orionischen Schiff gestohlen, und Pike kann es im Austausch mit Getreidevorräten zurückbekommen. Mit der letzten verbliebenen Portion Horonium versuchen sie, Boimler in seine Zeit zurückzuschicken, aber stattdessen kommt nun auch Ensign Beckett Mariner durch das Portal, in dem Versuch, Boimler zu retten. Spock und Boimler versuchen, Horonium synthetisch herzustellen, aber ohne Erfolg. Boimler fällt ein, dass Horonium von der vorhergehenden Enterprise in Pikes Enterprise eingebaut worden war. Damit können Boimler und Mariner schließlich in ihre Zeit zurückgeschickt werden, nachdem den Orionern zugestanden wurde, dass sie die Entdeckung des Portals für sich beanspruchen dürfen. |           |                               |                                    |                          |                                                |                 |                                    |
| 18 | 8         | Der Schlächter von J'Gal      | Under the Cloak of War             | 27. Juli 2023            | 27. Juli 2023                                  | Jeff W. Byrd    | Davy Perez                         |
| Auf der Enterprise ist Botschafter Dak’Rah zu Gast – ein Klingonen-General, der zur Föderation übergelaufen ist und dem nachgesagt wird, dass er seine eigenen Offiziere tötete, als er erfuhr, dass sie während der Kämpfe auf dem Mond J’Gal Angriffe auf Zivilisten befohlen hatten. Ortegas, M’Benga und Chapel fühlen sich sehr unwohl in seiner Gegenwart, da sie Veteranen des Krieges zwischen der Föderation und den Klingonen sind. M’benga und Chapel arbeiteten in einem Feldlazarett auf J’Gal und waren Zeugen der Brutalität der Klingonen unter Dak’Rahs Kommando. Dak’Rah lädt M’Benga ein, ihm auf seiner Friedensmission zu folgen, um die Symbolkraft zu nutzen, die eine Partnerschaft zweier Männer darstellt, die auf J’Gal auf gegnerischen Seiten gekämpft haben, und um das Trauma zu heilen, das M’Benga dort erlitt. M’Benga weist das Angebot zurück und eröffnet, dass er weiß, dass es in Wahrheit Dak’Rah war, der die Angriffe auf Zivilisten befohlen hatte – und es war M’Benga, der die klingonischen Offiziere getötet hatte. Es entwickelt sich ein Kampf, in dessen Verlauf M’Benga Dak’Rah mit demselben Dolch tötet, mit dem er damals dessen Offiziere getötet hatte. Von Pike zur Rede gestellt, sagt M’Benga, dass es nicht seine Absicht gewesen war, Dak’Rah zu töten, aber dass er es auch nicht bereut. |           |                               |                                    |                          |                                                |                 |                                    |
| 19 | 9         | Subraum-Rhapsodie             | Subspace Rhapsody                  | 3. Aug. 2023             | 3. Aug. 2023                                   | Dermott Downs   | Dana Horgan, Bill Wolkoff          |
| James Kirk, der auf der Farragut kürzlich befördert wurde, besucht die Enterprise zum Erfahrungsaustausch. Während Kommunikationsexperimenten sendet Uhura den Song Anything Goes aus dem gleichnamigen Musical in eine mysteriöse Subraum-Falte. Dadurch entsteht ein „Unwahrscheinlichkeitsfeld“, das die Besatzungsmitglieder der Enterprise dazu bringt, über ihre Gefühle zu singen wie Figuren in einem Musical. Pike hat vor der Brückencrew einen privaten Streit in Gesangsform mit Batel. Chapel gelingt es, ein prestigeträchtiges Forschungsstipendium zu erhalten, und enthüllt gesanglich, dass ihr dies wichtiger ist als ihre Beziehung mit Spock, was wiederum Spock dazu bringt, ein schmerzvolles Solo zum Besten zu geben. La’an gesteht Kirk freiwillig ihre Gefühle für ihn, bevor das Musical sie dazu zwingen würde, aber er erklärt ihr, dass er bereits in einer Beziehung mit Carol Marcus ist, die ein Kind erwartet. Ein ebenfalls betroffenes Klingonenschiff macht sich auf, um die Subraum-Falte in die Luft zu jagen, aber Simulationen zeigen, dass dadurch sämtliche Raumschiffe in der Umgebung zerstört würden. Uhura findet heraus, dass jeder Song ein bestimmtes Energieniveau trägt, und dass ein großes Finale soviel Energie aufbauen würde, dass sich das Unwahrscheinlichkeitsfeld auflöst, bevor die Klingonen eintreffen. Sie ermutigt daher die ganze Besatzung der Enterprise, in ein großes Finale einzustimmen, indem sie daran erinnert, wie großartig es ist, gemeinsam zu arbeiten und mit der Enterprise den Weltraum zu erforschen. Das Vorhaben gelingt. |           |                               |                                    |                          |                                                |                 |                                    |
| 20 | 10        | Hegemonie                     | Hegemony                           | 10. Aug. 2023            | 10. Aug. 2023                                  | Maja Vrvilo     | Henry Alonso Myers                 |
| Batels Schiff, die USS Cayuga, gerät bei der Versorgung der menschlichen Kolonie Parnassus Beta in einen Hinterhalt der Gorn. Chapel ist an Bord der Cayuga und überlebt den Angriff. Als die Enterprise eintrifft, findet sie das Wrack der Cayuga und ein Gerät der Gorn, das die Kommunikation und die Transporter stört. April befiehlt ihnen, nicht in den von den Gorn beanspruchten Raum einzudringen, aber Pike führt Ortegas, La’an, M’Benga und Sam Kirk heimlich auf die Oberfläche. Sie finden Batel und andere Überlebende, darunter den Sternenflotteningenieur Montgomery Scott, der eine Tarnvorrichtung gebaut hat, um sich vor den Gorn zu verstecken. Pike erfährt, dass Batel mit Gorn-Eiern infiziert worden ist. Nach einer von Uhura und Pelia vorgeschlagenen Strategie bringt Spock Raketen am Wrack der Cayuga an, um es in den Störsender zu rammen. Er tötet einen angreifenden Gorn mit Hilfe von Chapel. Der Störsender wird zerstört, so dass die Enterprise Pike, Scott und Batel hochbeamen kann, die direkt zur Krankenstation gebracht wird. Die Gorn nehmen La’an, M’Benga, Ortegas, Sam und die anderen Überlebenden gefangen. Pike muss sich entscheiden, ob er den Befehlen folgen und sich zurückziehen oder bleiben soll, um seine gefangene Mannschaft zu retten. |           |                               |                                    |                          |                                                |                 |                                    |